# 第24歩兵師団 (アメリカ軍)
第24歩兵師団（だい24ほへいしだん、英語：24th Infantry Division）は、アメリカ陸軍の歩兵師団であり、2006年10月1日にカンザス州フォートライリーで解散した。第二次世界大戦中、ハワイ師団から編制され、ニューギニアで戦い、その後フィリピンのレイテとルソン島に上陸し日本軍と戦い、第二次世界大戦後は日本の占領に参加した。1950年から始まった朝鮮戦争では最前線に配備された。朝鮮戦争の最初の18か月間を戦い、北朝鮮と中国からの攻撃により1万人以上の死傷者が出た。そのため、予備部隊の援護を受け撤退し、主な任務を戦闘からパトロールに移した。朝鮮戦争後の冷戦期はヨーロッパやアメリカに配備されたが、湾岸戦争までは直接的な戦闘は少なかった。1990年代の冷戦終結後のアメリカ軍の軍縮の一環として解散した。師団は1999年に再編制され、2006年10月に解散するまで陸軍州兵の訓練を担った。

## 歴史

### ハワイ師団
第24歩兵師団は、1921年3月1日にハワイのオアフ島で編成されたハワイ師団を起源とする。師団章はハワイの象徴であるタロイモの葉をベースとしている。ハワイ師団には、第21歩兵旅団と第22歩兵旅団が割り当てられた。2個とも元は第11歩兵師団の旅団であった。1941年の8月から9月にかけて改組され、1941年10月1日に第24歩兵師団となった。第24歩兵師団はハワイ師団当時の師団章を引き継いだ。第24歩兵師団は第19歩兵連隊、第21歩兵連隊、ハワイ州兵第299歩兵連隊の3個連隊を基幹とした。その他、第13野戦砲兵大隊、第52野戦砲兵大隊、第63野戦砲兵大隊、第11野戦砲兵大隊、第24通信中隊、第724兵器中隊、第24需品中隊、第24偵察大隊、第3工兵大隊、第24医療大隊、第24軍事情報支隊から編制された。

### 第二次世界大戦

#### 真珠湾
第24歩兵師団は、第二次世界大戦中、一貫して戦闘に参加し続けた。1941年12月7日にハワイ、オアフ島のスコフィールドバラックの師団司令部が日本軍により攻撃され死傷者を出した。これは、真珠湾攻撃の一環であった。師団は、それから1942年までオアフ島北部の沿岸防衛の任務にあたった。1942年7月まで、第299歩兵連隊は第298歩兵連隊に置き換えられていた。1年後、第298歩兵連隊は、ハワイ州兵の第34歩兵連隊に置き換えられた。第34歩兵連隊は、終戦まで第24歩兵師団の隷下にあった。

#### ニューギニア
1943年5月、第24歩兵師団は、オーストラリアに移動した。1943年9月19日に、オーストラリア東海岸のロックパンプトンに移動を完了した。そこで集中的な戦闘訓練を展開した。訓練の後、師団は1944年1月31日にオランダ領ニューギニア(現インドネシアバプア州ジャヤプラ)に上陸した。その後、4月22日にタナメラ湾に上陸し、24日に豪雨にもかかわらずホーランディア飛行場を制圧した。その後、同飛行場に着陸した第41歩兵師団第34歩兵連隊を支援し、ビアクへ移動した。第34歩兵連隊は第298歩兵連隊に代わり第24歩兵師団に組み入れられた。第24歩兵師団と第41歩兵師団は4万人の日本軍と戦った。孤立した日本軍からの猛烈な抵抗にもかかわらず第24歩兵師団は地域を急速に制圧した。2か月後、第24歩兵師団はニューギニアを制圧した。

#### レイテ
ホーランディアの占領後、第24歩兵師団はフィリピンへの侵攻に備えて第6軍に組み込まれた。1944年10月20日に、師団は第5軍団の第1機甲師団とともに、レイテを強襲した。日本軍は、10月26日にレイテ海戦敗北を受け、第6軍に猛烈な反撃を開始した。第24歩兵師団は、激しい戦闘の中、1944年11月12日にレイテ谷を突破し、Jaroに進軍し制圧した。第24歩兵師団第19歩兵連隊は、1944年12月15日にルソン島奪還の足掛かりとしてミンドロ島のサンノゼ地区に上陸した。そこでルソン島奪還の足掛かりとなる飛行場や拠点を確保した。それ以外の第24歩兵師団の部隊はマニラのナスグブで第11空挺師団の空挺降下を支援した。

#### ルソン島
第24歩兵師団は、日本軍第14軍からルソン島を奪還するために第6軍20万人の兵士とともにルソン島に上陸した。第34歩兵連隊は1945年1月29日にサンアントニオ地区のサンバレスに上陸したが、多数の死傷者に苦しんだ。1945年2月26日に第34歩兵連隊第3大隊はコレヒドールに上陸し、日本軍と戦闘した。師団の他の部隊は、レイテ島の他の部分を制圧し、2月19日にミンドロ島サブレイヤンに上陸した。一連の作戦行動は3月18日にバシランへの攻撃を以て終了した。師団は、1945年4月17日にミンダナオに上陸し4月27日にダバオに突入し、5月3日にリビー飛行場を制圧し5月13日にDigos島を制圧した。作戦は6月30日に終了したが、師団は8月以降も日本軍と戦い続けた。そのため、第24歩兵師団は、8月に日本が無条件降伏するまでパトロールを続けた。1945年10月15日に師団は日本占領のためミンダナオを後にした。

#### 勲章
第二次世界大戦中に、第24歩兵師団からジェームズ・H・ダイヤモンド、チャールズ・E・モワー、ハロルド・H・ムーン・ジュニア、フランシス・B・ワイの4名が名誉勲章を受章した。そして、第24歩兵師団には合わせて15個の陸軍殊勲十字章、625個の銀星章、38個の兵士勲章、2197個の青銅星章、50個の航空勲章が送られた。また、師団は作戦への功績に対し8個の殊勲部隊章を受けた。

### 第二次世界大戦後

#### 日本占領
1945年10月から四国4県及び岡山県の占領を担当した。師団は1945年10月に愛媛県松山市へ上陸し、師団司令部を愛媛県立図書館に設置した。1946年1月に占領任務を英連邦軍へ委譲し、撤収した。日本を占領していた他の師団は、第8軍に所属する第1騎兵師団、第7歩兵師団、第25歩兵師団である。この間にアメリカ軍は縮小した。第二次世界大戦終戦時、89個の師団があったが、1950年には第24歩兵師団を含めて僅か10個師団となっていた。第24歩兵師団は、第19歩兵連隊、第21歩兵連隊、第34歩兵連隊を維持したが、軍事費の削減などにより縮小された。

### 朝鮮戦争

#### 勃発
1950年6月25日、北朝鮮の10個師団が韓国に攻撃を開始した。圧倒的な北朝鮮軍の侵攻に対し国際連合は介入を決め、当時のアメリカ合衆国大統領ハリー・S・トルーマンは韓国に地上部隊を送り込んだ。第24歩兵師団は、韓国にもっとも近い地点に位置していたためアメリカ軍の部隊として最初に送り込まれた。第24歩兵師団の最初の任務は、他のアメリカ軍部隊が到達するまで出来る限り北朝鮮軍の進攻を遅滞することであった。

#### スミス支隊
1950年6月30日、第21歩兵連隊第1大隊の406人の兵士が、第24歩兵師団の134人の砲兵大隊の支援を受けて韓国に到達した。この部隊は、チャールズ・スミス中佐が指揮をとったため「スミス支隊（Task Force Smith）」と呼ばれた。7月4日に部隊は北烏山に防衛陣地を設置し、北朝鮮軍の前進を防ぐための行動を開始した。翌日、部隊は北朝鮮軍の第105機甲師団を発見した。部隊は交戦したが、部隊の武器はどれも旧式のもので北朝鮮のT-34戦車などに歯が立たず、敗走した。数時間のうちにアメリカと北朝鮮の最初の戦いは終了し、スミス支隊は20人が戦死し、130人が負傷した。アメリカ軍兵士の内、数十人は捕虜となり、後にアメリカ軍が奪還した時、数名の捕虜が処刑されていた。近年公開された機密文書によると、捕虜は平壌に連行された後、3か月後に処刑されていたことが分かった。
スミス支隊の兵士の約30パーセントが烏山の戦いで死傷した。しかし、スミス支隊は7時間に亘り北朝鮮軍の前進を止めることに成功した。

#### 釜山周辺
第24歩兵師団は、釜山の港から韓国に入り、その後、第8軍の第1騎兵師団、第25歩兵師団と続いた。その後に、第8軍第1軍団の指揮下に入った。スミス支隊の敗北から1か月後に、第24歩兵師団は北朝鮮の圧倒的な数量・物量により南側に押された。第19歩兵連隊と第34歩兵連隊は7月13日と16日に、北朝鮮の第3歩兵師団、第4歩兵師団と交戦し、3401人が負傷し、650人が死亡した。翌日、北朝鮮の師団が、第24歩兵師団の本部と攻撃した。その戦いでは、3933人が戦い、922人が負傷し、228人が戦死した。その後、師団長ウィリアム・F・ディーン少将を含め数名の兵士が名誉勲章を受章した。8月1日に第24歩兵師団第19歩兵連隊が北朝鮮軍と交戦し90人が戦死した。しかしながら、第24歩兵師団は釜山に国連軍が到達するまでの2日間、北朝鮮軍の進軍を妨害した。その後、第24歩兵師団は、第1騎兵師団の背後に後退した。師団は、北朝鮮の第3歩兵師団、第4歩兵師団を戦った17日間だけで3.600人以上の死傷者を出した。
8月4日に、釜山の洛東江（ナクトンガン）北方の丘の上に拠点を設立した。その後、第24歩兵師団を含む第8軍は周囲の北朝鮮軍を追い詰めた。国連軍がこれを支援し、遂に北朝鮮軍は第24歩兵師団への攻撃を停止した。洛東江に沿い、第24歩兵師団の北には第25歩兵師団、南には第1騎兵師団と韓国軍が展開した。第24歩兵師団は新たに到着した第2歩兵師団によって増強された。第24歩兵師団は、南西から国連軍を攻撃しようとした北朝鮮軍の第6歩兵師団を防いだ。8月8日に北朝鮮軍の第4歩兵師団は、洛東江を渡り、釜山周辺に展開しようとした。10日間による攻撃の末、第24歩兵師団は第4歩兵師団を撃退した。1950年8月後半には、第34歩兵連隊は解散し、24日以内に第5連隊戦闘団に改組された。
第34歩兵連隊に所属した兵士の内、一部は第19歩兵連隊と第21歩兵連隊に参加した。師団が韓国を撤退するまで、第5連隊戦闘団は第24歩兵師団の指揮を受けた。8月23日、第24歩兵師団は、第2歩兵師団と合流した。その後、8月31日と9月19日に大規模な戦闘があったが、第2歩兵師団、第24歩兵師団、第25歩兵師団、第1騎兵師団は北朝鮮軍を打ち破った。
それと同時に第10軍団は、第7歩兵師団と第1海兵師団を以て、仁川に上陸し、北朝鮮軍の背後からの攻撃を開始した。攻撃により北朝鮮軍は混乱し、9月19日に第8軍が陣取る釜山周辺まで押された。第24歩兵師団は、ソウルに続いてSongjuに侵攻した。陸軍は10月を通して、韓国の西海岸沿いに侵攻した。10月中旬までに、北朝鮮軍は組織的戦闘能力をほぼ喪失し、ハリー・トルーマン大統領は朝鮮戦争を終結されるようダグラス・マッカーサー元帥に命じた。第24歩兵師団は、韓国第1歩兵師団とともに、第8軍の左翼、韓国の西海岸に沿って北上していた。その後、第24歩兵師団は清州北部に移動した。11月1日に、鴨緑江に到達し、第8軍第10軍団とともに北朝鮮を完全に征服しようと展開した。

#### 中国の介入
11月25日に中国は北朝鮮の防衛戦争に介入した。中国人民志願軍は26万人の兵士を北朝鮮に送り込み、これにより第8軍は混乱した。中国軍はアメリカの第2歩兵師団と韓国の第7歩兵師団を包囲し、圧倒的な数量で両軍を撃破した。その後、ソウルを制圧した。第24歩兵師団は、朝鮮半島の西海岸で、中国の第50軍集団、第66軍集団と遭遇した。第8軍は多数の死傷者を出し、38度線に後退した。1951年1月1日、50万人の中国軍部隊が38度線の第8軍を攻撃した。第24歩兵師団は、それにより大きな損害を出し、第2歩兵師団、第25歩兵師団と交代し、第9軍団の指揮下に入った。中国軍は最終的に38度線付近で膠着状態に陥った。

#### 膠着状態
マシュー・B・リッジウェイ大将は第1軍団、第9軍団、第10軍団を指揮し、中国軍への攻撃を開始した。第24歩兵師団は、第9軍団の所属として砥平里を制圧するために、半島の中心に向かい進軍した。第9軍団は激しい抵抗に遭い、2月まで釘付けにされた。しかし、1951年2月から3月の作戦で第24歩兵師団は漢江北部の中国軍を圧倒した。この作戦は、3月のソウル奪還の足掛かりとなった。これ以後、再び38度線付近で硬直状態に陥った。
4月下旬に、中国軍は反撃を開始した。4月24日、第24歩兵師団と第25歩兵師団は撤退しつつ、第1海兵師団と、イギリス第27旅団と合流し、第13軍の指揮に入った。9月に国連軍は第24歩兵師団とともに、華川郡北部で反撃を開始した。11月に中国軍は再び反撃しようとしたが成功しなかった。このあたりから、和平交渉が開始された。1952年1月、第24歩兵師団は18か月の戦いの末、1万人以上の死傷者を出し、韓国から撤退した。そして、再構築するために日本に帰隊した。第34歩兵連隊が再編成され、韓国には代わりにカリフォルニア州兵第40歩兵師団が投入された。1953年7月、第24歩兵師団は戦争収容所の捕虜を警備するために韓国に戻った。終戦、2週間前のことである。

#### 勲章と死傷者
朝鮮戦争中、第24歩兵師団の10人の兵士が名誉勲章を受章した。ウィリアム・F・ディーン師団長、ジョージ・D・リビー、メルビン・O・ハンドリッチ、ミッチェル・R・クラウド・ジュニア、カール・H・ドッド、ネルソン・V・バリッティン、レイ・E・デューク、スタンリー・T・アダムス、マック・A・ジョーダン、ウッドロー・W・ケービー。ケービーは、彼の死後26年後の2008年3月3日に死後追贈された。第24歩兵師団は朝鮮戦争中、7,935人が負傷し、3735人が戦死した。休戦後の1957年10月まで38度線を警備するために韓国に残留した。第24歩兵師団は、その後、日本に戻った。

### 冷戦

#### ドイツ
1958年7月1日、第24歩兵師団は、第11空挺師団と交代で、ドイツのアウクスブルクに移動した。数か月後、第24歩兵師団には2個の空挺大隊が組み込まれた。第503歩兵連隊第1空挺大隊は1959年1月7日に第82空挺師団から移動した。第187歩兵連隊第1大隊は1959年2月7日に同じく第82空挺師団から移った。

#### レバノン
レバノンでのクーデターのため7月19日に第24歩兵師団第187歩兵連隊第1空挺大隊は、ベイルートに派遣された。大隊は、市内の警備を担当した。部隊は、10月下旬まで残留し、レバノン軍の訓練を行った。レバノン政府は政治的解決を行い部隊は帰還した。第24歩兵師団は第187歩兵連隊第1空挺大隊の兵士1名をスナイパーの攻撃により失った。

### 編成解除と2回目の復帰編成

#### 改編と編成解除
1961年8月中旬、ベルリンの壁建設後、第7軍はベルリン旅団を強化するために西ドイツに第24歩兵師団を送り込んだ。1963年1月、第24歩兵師団は3個旅団を基幹とする機械化歩兵師団に改組された。第85歩師団第169歩兵旅団は第24歩兵師団第1旅団となった。同じく第85歩兵師団第170歩兵旅団は第24歩兵師団第2旅団となった。第95歩兵師団第190歩兵旅団は第24歩兵師団第3旅団となった。その後、第24歩兵師団は第1旅団と第2旅団がカンザス州フォートカンザスに移り、第3旅団は1968年9月までドイツのアウクスブルクとミュンヘンに残った。アメリカ軍がベトナムから撤退した後、縮小し、1970年4月15日に編成解する。

#### 2回目の復帰編成
1975年9月、ジョージア州フォートスチュワートで第24歩兵師団は再び編制された。このうち、第3旅団はジョージア州兵第48歩兵旅団となった。1979年に再び機械化歩兵師団に改組された。M1エイブラムス戦車、M2ブラッドレー戦闘車を配備した。その後、15年間、アメリカ陸軍の重要な機械化歩兵部隊として活躍した。

### 湾岸戦争

#### 砂漠の盾
1990年、国連がクウェートに介入した際、第24歩兵師団は、南西アジアに配備された最初の部隊をなった。第24歩兵師団は、8月17日にサウジアラビアに到達した。ジョージア州兵第48機械化歩兵旅団は参加しなかった。これは、陸軍の上層部が常備役だけで十分と判断したためだった。第24歩兵師団は、サウジアラビアでジョージア州兵第48機械化旅団を第197機械化歩兵旅団に交換した。第24歩兵師団は、重機甲師団として第18空挺軍団の指揮下に入った。第24歩兵師団は、M1A1エイブラムス戦車を含み砂漠の盾作戦に参加した。その後、第24歩兵師団は、砂漠の嵐作戦を開始するまでサウジアラビア防衛を続けた。

#### 砂漠の嵐
1991年2月24日に砂漠の嵐作戦が開始されると第24歩兵師団は第3機甲騎兵連隊とともに、ユーフラテス川渓谷でイラク軍を阻止するために攻撃した。この時、第24歩兵師団は、25,000人以上の兵士と、7,800両以上の車両を抱えていた。2月26日に、第24歩兵師団は、Jabbah とTallilのイラク軍の飛行場とを制圧した。飛行場では、イラクの第37歩兵師団、第49歩兵師団、イラク共和国親衛隊第6ネブカドネザル機械化旅団からの抵抗に遭遇した。戦争中、もっとも激しい戦闘だったにもかかわらず、第24歩兵師団は、イラク軍を撃退し飛行場を守った。第24歩兵師団はその後、第7軍団と東に移動し、イラクの治安維持に従事した。
イラク軍が降伏し湾岸戦争が終結した後、国連はアメリカがイラクから撤退する事を義務付けた。2月28日の停戦の時、第24歩兵師団は260マイルを移動し、360両の車両、300門の大砲、1,200両のトラック、25機の航空機、19基のミサイル、500以上の研究施設を破壊した。師団は、36人が負傷、5人が死亡したが、5,000人以上のイラク人を捕虜にした。

### 2度目の編成解除

#### 帰国
1991年春にアメリカに帰国し、第197歩兵旅団をジョージア州フォートベニングで編成された第3旅団と交換した。1994年秋にイラクは再びクウェートを脅かしたことから、2個旅団が再び南西アジアに向かった。

#### 2度目の編成解除
1996年2月15日に、第24歩兵師団は編成解除し、一部の部隊を第3歩兵師団に移した。

### 3度目の復帰編成と編成解除

#### 3度目の復帰編成
冷戦をきっかけに、アメリカ軍は、常備役の訓練のための部隊の編制を検討した。このため第7歩兵師団と第24歩兵師団が州兵の訓練を担当するために再編された。1999年6月5日、第24歩兵師団は、カンザス州フォートライリーで編成された。1999年から2006年まで、第24歩兵師団は、司令部とノースカロライナ州兵第30重旅団戦闘団、メーン州兵第218重旅団戦闘団、サウスカロライナ州兵第48歩兵旅団戦闘団から編制されていた。師団司令部は戦時中の警備部隊として編制され、3個旅団は別々に展開した。

#### 3度目の編成解除
2006年8月1日、第24歩兵師団はフォートライリーで編成解除した。師団の全ての旗と部隊章はジョージア州フォートベニングの国立歩兵博物館に展示されている。第24歩兵師団は、アメリカ軍の中で3番目に歴史の長い師団である。